# Cerqueira César
Cerqueira César es un municipio brasileño del Estado de São Paulo. Se localiza a una latitud 23°02'08" sur y a una longitud 49°09'58" oeste, estando a una altitud de 737 metros. Su población estimada en 2004 era de 16.320 habitantes.

## Demografía
Datos del Censo - 2000
Población Total: 15.144
- Urbana: 13.057
- Rural: 2.087
  - Hombres: 7.572
  - Mujeres: 7.572

Densidad demográfica (hab./km²): 30,07
Mortalidad infantil hasta 1 año (por mil): 21,62
Expectativa de vida (años): 68,41
Tasa de fertilidad (hijos por mujer): 2,28
Tasa de Alfabetización: 91,17%
Índice de Desarrollo Humano (IDH-M): 0,764
- IDH-M Salario: 0,706
- IDH-M Longevidad: 0,723
- IDH-M Educación: 0,863

(Fuente: IPEADATA)

## Hidrografía
- Río Paranapanema
- Central Hidroeléctrica de Jurumirim
- Río Nuevo
- Represa de Jurumirim

## Carreteras
- SP-245 - Carretera Salim Antônio Curiati

## Administración
- Prefecto: José Rosseto (PDT) (2009/2012)
- Viceprefecto: Adenilson Alberto de Oliveira - Tio D (PSC)
- Presidente de la cámara: Moisés Landi (PTB) (2009/2010)

## Galería de fotos

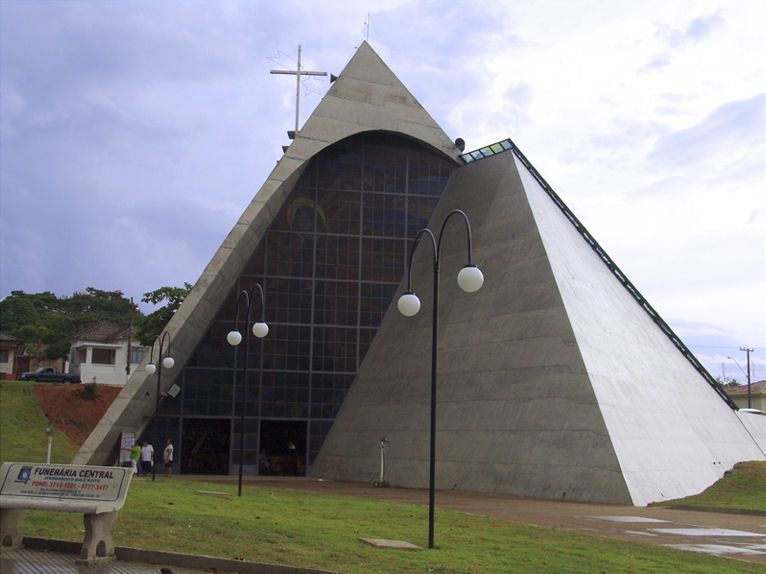
Santuário de Santa Teresinha del Niño Jesús
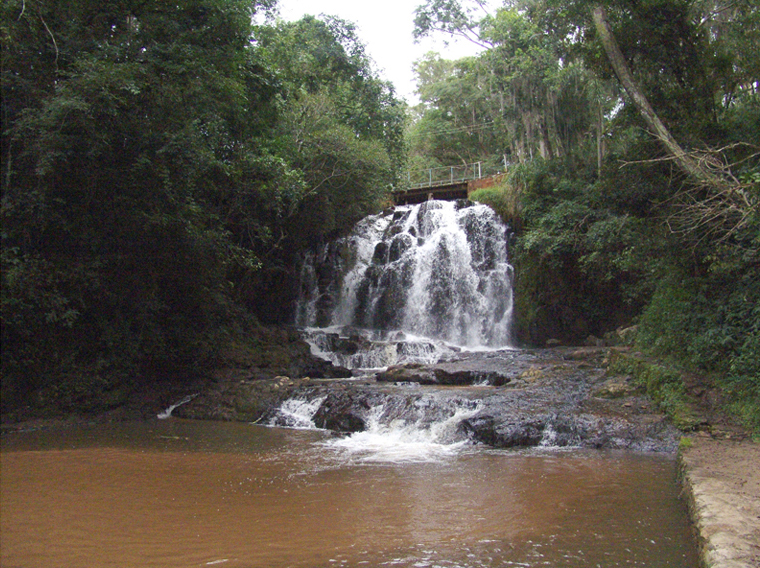
Cascada del Saltinho
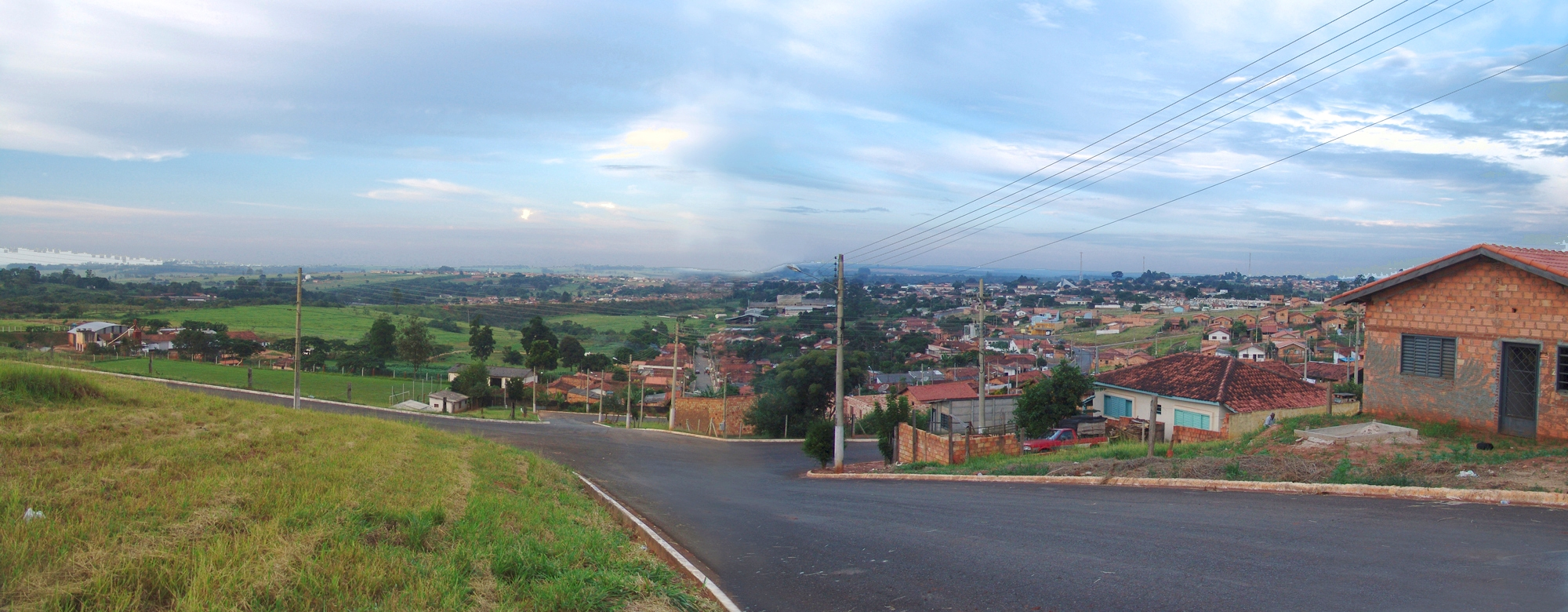
Vista del lado este
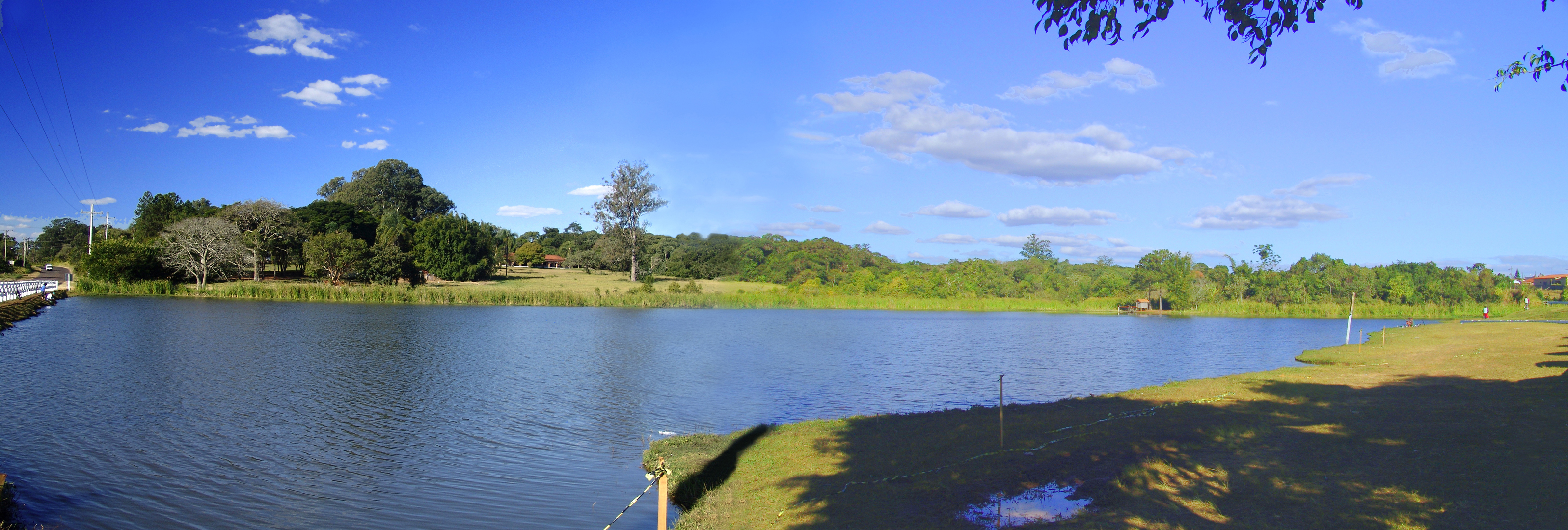
Lago en zona urbana - pesca de ocio